# 7012 Hobbes
7012 Hobbes este un asteroid din centura principală de asteroizi.

## Descriere
7012 Hobbes este un asteroid din centura principală de asteroizi. A fost descoperit pe 11 februarie 1988 la Observatorul La Silla de Eric Walter Elst. El prezintă o orbită caracterizată de o semiaxă mare de 2,31 ua, o excentricitate de 0,13 și o înclinație de 7,2° în raport cu ecliptica.